# Junkers Ju 20
Die Junkers Ju 20 war die in Fili (UdSSR) produzierte militärische Variante der Junkers A 20. Die in Limhamn (Schweden) produzierte Variante trug die Bezeichnung Junkers R02. Die A 20 stellte die Weiterentwicklung des Seeaufklärers J11 dar. Es handelte sich um einen zweisitzigen Aufklärer.

## Entwicklung
Die Produktion begann 1923 mit aus Deutschland gelieferten Teilen und endete nach 20 Maschinen. Später beschaffte man aus Deutschland weitere 20 Flugzeuge der Schwimmerversion und einige mit Radfahrwerk. Geliefert wurden die mit Schwimmern ausgerüsteten Maschinen an die Seekriegsflotte der UdSSR, im Wesentlichen wohl an die Baltische und an die Schwarzmeerflotte und wurden bis 1930 geflogen, anschließend wurden einige von der Polarluftflotte übernommen und bis 1933 eingesetzt. Aufgrund ihrer robusten Konstruktion wurde dieser Typ auch für die Versorgung der Polarstation Nowaja Semlja bei elf Flügen im September 1924 genutzt. Der Flieger Boris Tschuchnowski war dabei der erste Pilot der Sowjetunion, der über der Arktis flog. Eine Ju 20 wurden 1925 von Wadim Schawrow mit einem Junkers-L-5-Motor ausgestattet und als Ju 35 eingesetzt. Weitere Flugzeuge wurden solchermaßen in Fili umgerüstet.
Einige Exemplare wurden nach Spanien und an die Türkei verkauft.

## Technische Daten

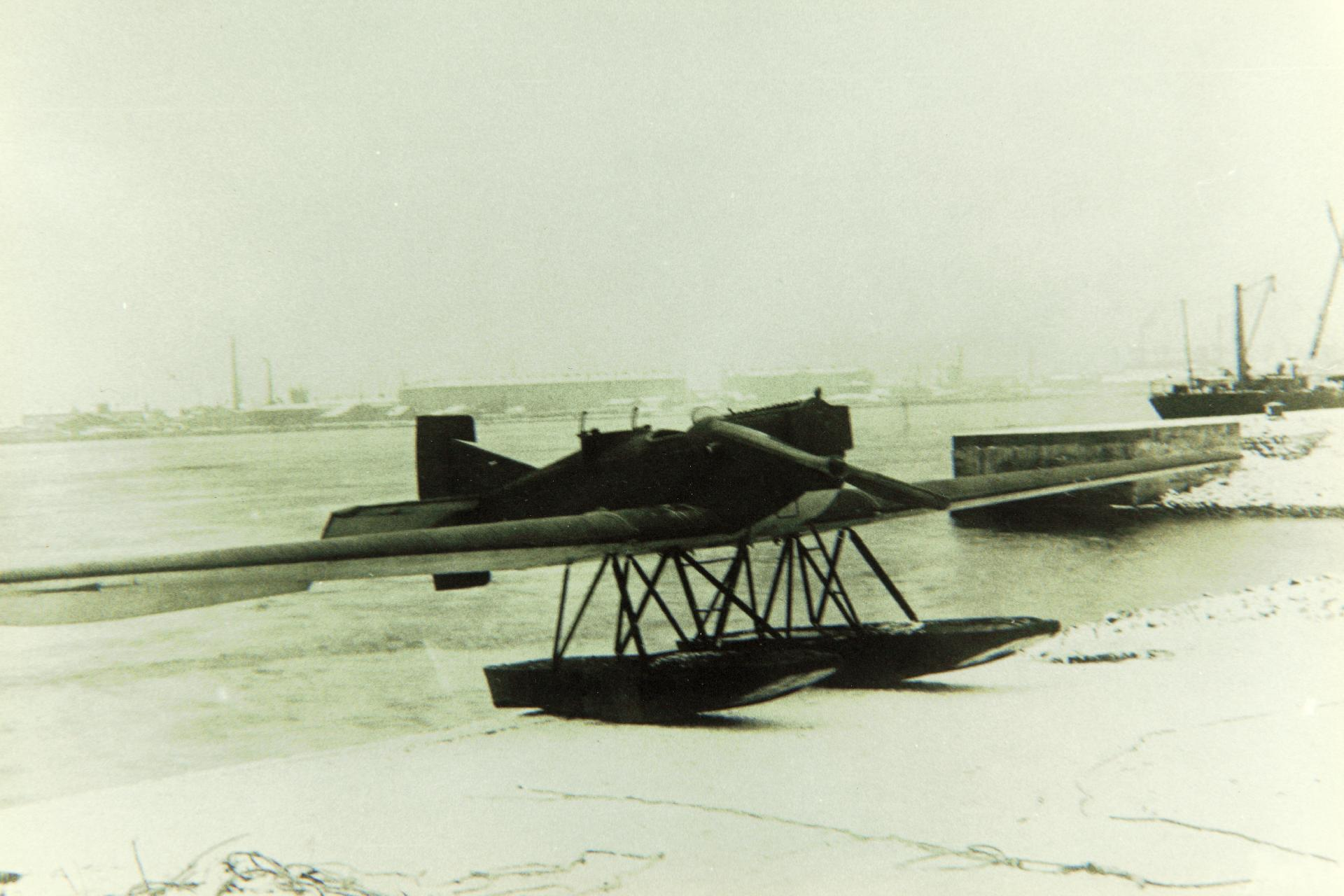
Ju 20 mit Schwimmern

| Kenngröße  | Daten   |
| ---------- | ------- |
| Besatzung  | 2       |
| Spannweite | 15,27 m |
| Länge      | 8,30 m  |
| Höhe       | 2,95 m  |